# Margaret Greenwood
Pour les articles homonymes, voir Greenwood.
Margaret Greenwood, née le 14 mars 1959, est une femme politique britannique, membre du Parti travailliste.

## Biographie
Elle est députée pour Wirral Ouest de 2015 à 2024.
Ancienne enseignante et activiste communautaire elle travaille comme consultante web. Elle est membre fondateur de Defend our NHS.
Elle est sélectionnée pour se présenter dans la circonscription de Wirral West aux élections générales de 2015 en 2013.
En mars 2018, Greenwood est nommée shadow secrétaire d'État du Travail et des Pensions après que Debbie Abrahams. Elle est nommée remplaçante permanente du shadow secrétaire du DWP en mai 2018.